# Nodoinvolutaria
Nodoinvolutaria es un género de foraminífero bentónico de la Subfamilia Ichthyolariinae, de la familia Ichthyolariidae, de la superfamilia Robuloidoidea, del suborden Lagenina y del orden Lagenida. Su especie tipo es Nodoinvolutaria hunanica. Su rango cronoestratigráfico abarca el Cisuraliense (Pérmico inferior).

## Clasificación
Nodoinvolutaria incluye a las siguientes especies:
- Nodoinvolutaria giganta †
- Nodoinvolutaria hunanica †
- Nodoinvolutaria jilinica †